# 周亚君
周亚君（1984年10月17日—），上海人，是一名中国足球守门员。
周亚君曾被上海申花青少年训练体系选派到巴西留学，不过回国后由于对内守门员众多，而周亚君又被上海东华大学正式录取，最终申花决定允许他加入东华大学校队。周亚君参加了包括五人制足球在内的很多大学生比赛，帮助球队夺得了全国大学生足球联赛冠军，并获得最佳门将。他也成为中国职业足球界极少数在职业生涯期间进入大学学习的球员之一。
2006年，周亚君被召回上海申花成为第三门将。06赛季中期，前国门刘云飞被俱乐部停赛停训停薪、永不启用，另一名前国门虞伟亮又因状态原因被下放预备队，因此在申花俱乐部和主教练吴金贵的大力提拔下，训练刻苦努力的周亚君成了申花队06赛季后半程的绝对主力，并以自己的表现帮助球队在联赛后12轮取得7胜5平保持不败。
2007年，申花与联城合并，并获得了包括王大雷、张晨在内的多名门将，周亚君返回预备队。2008年，他转会至河南建业。
2016年1月，深圳佳兆业官方宣佈周亚君加盟球队